# Iván Bella
Iván Gonzalo Bella  (San Martín, 13 de setembro de 1989), também conhecido como Iván Bella, é um futebolista argentino que atua como Meia. Atualmente, joga pelo Vélez Sársfield.
No dia 19 de abril de 2013, Bella sofreu um ataque de epilepsia, ao término da partida contra o Newell's Old Boys. Apesar do susto, o jogador se recuperou posteriormente. 

## Estatísticas
Até 17 de abril de 2012.

### Clubes
| Clube             | Temporada         | Campeonato nacional | Campeonato nacional | Copa nacional[a] | Copa nacional[a] | Competições continentais[b] | Competições continentais[b] | Outros torneios[c] | Outros torneios[c] | Total | Total |
| Clube             | Temporada         | Jogos               | Gols                | Jogos            | Gols             | Jogos                       | Gols                        | Jogos              | Gols               | Jogos | Gols  |
| ----------------- | ----------------- | ------------------- | ------------------- | ---------------- | ---------------- | --------------------------- | --------------------------- | ------------------ | ------------------ | ----- | ----- |
| Vélez Sarsfield   | 2008-09           | 10                  | 0                   | 0                | 0                | 0                           | 0                           | 0                  | 0                  | 10    | 0     |
| Vélez Sarsfield   | 2009-10           | 5                   | 0                   | 0                | 0                | 1                           | 0                           | 0                  | 0                  | 6     | 0     |
| Vélez Sarsfield   | 2010-11           | 27                  | 0                   | 0                | 0                | 2+8                         | 1                           | 0                  | 0                  | 37    | 1     |
| Vélez Sarsfield   | 2011-12           | 26                  | 6                   | 2                | 1                | 7+7                         | 1+1                         | 0                  | 0                  | 42    | 9     |
| Vélez Sarsfield   | 2012-13           | 27                  | 1                   | 1                | 0                | 4                           | 0                           | 0                  | 0                  | 32    | 1     |
| Vélez Sarsfield   | Total             | 95                  | 7                   | 3                | 1                | 29                          | 3                           | 0                  | 0                  | 127   | 11    |
| Total na carreira | Total na carreira | 95                  | 7                   | 3                | 1                | 29                          | 3                           | 0                  | 0                  | 127   | 11    |

- a. ^ Jogos da Copa Argentina
- b. ^ Jogos da Copa Sul-Americana e Copa Libertadores
- c. ^ Jogos do Jogo amistoso

## Títulos
Vélez Sársfield
- Primeira Divisão: 2008/09 - C, 2011/12 - C, 2012/13

Seleção Argentina sub-20
- Mundial sub-20: 2007